# Timbunke
Timbunke é uma das cinco cidades da província de East Sepik, na Papua-Nova Guiné.